# Вернер Пантон
Вернер Пантон (дан. Verner Panton) — данський дизайнер та архітектор. Один з найвизначніших дизайнерів 20 століття. 
Протягом своєї кар’єри він створював інноваційні та футуристичні дизайни з різноманітних матеріалів, особливо з пластику, у яскравих та екзотичних кольорах. Він завжди експериментував з формою, яскравими кольорами та методами виробництва. Сталь, пластик і скловолокно були одними з його улюблених матеріалів.

## Життя
Він народився 13 лютого 1926 року в Гамтофте, Данія. 
Освіту здобув в Технічній школі Оденсе та в школі архітектури Академії образотворчих мистецтв (Det Kongelige Danske Kunstakademi) у 1947—1951 роках, а потім активно працював в Данії, але переважно за кордоном.Протягом перших двох років своєї кар’єри,1950—1952, він працював у архітектурній практика Арне Якобсена, іншого данського архітектора та дизайнера меблів, був у навчальних поїздках в країнах Європи в 1952—1955. Пантон виявився "enfant terrible", і він відкрив власне дизайнерське та архітектурне бюро. Переважно жив у Швейцарії.
Під час окупації він був учасником руху опору у військовій групі Богенсі, яка виконувала роботу з прийому підкинутої зброї.

## Дизайнерська кар'єра
У середині п'ятдесятих Вернер Пантон вперше зайнявся ідеєю крісла, виготовленого з одного елемента. У 1956 році Neue Gemeinschaft für Wohnkultur (WK-Möbel) організувала конкурс, у якому взяла участь Пантон. Його робота була цілою колекцією меблів, яка також включала стілець, що складався, у якому сидіння та спинка становили єдине ціле. Це проєкт, з якого походить так званий «S-Chair». Сама заявка на конкурс не була успішною, оскільки його проєкти не здобули нагороди. У 1957 році невеликою серією виготовляється збірний будинок вихідного дня під назвою All Round House.
У 1958 році Пантон переробив готель своїх батьків Kom-igen у парку Langesø на острові Фюнен, для якого він також розробив конусне крісло. Корчма Kom-igen була однією з перших великих замовлень Пантона. Пантон розробив інтер’єр, а також одноповерхову прибудову з терасою на даху. Він використав п’ять різних відтінків червоного для інтер’єру, щоб надати йому тепла, а також включив темні кольори для столової білизни. Компанія Panton розробила гнучку систему з тканини з геометричними візерунками, яка підвішується до стелі, щоб розділити кімнату. З цього почалася співпраця з данськими фірмами Plus-Linje (меблі серії Cone Chair), Unika Væv (текстиль) і Louis Poulsen (освітлення).
Пантон розробив ресторан готелю Astoria в Тронхеймі, Норвегія в 1960 році, який включав вхідну зону з гардеробом, денний ресторан із зимовим садом, вечірній ресторан із танцмайданчиком, а також ресторан самообслуговування. Пантон використав текстильний дизайн для підлоги, стін і стелі, щоб надати приміщенню єдиний образ. Стільці були різними версіями конусних стільців. Протягом цього часу Пантон також розробляє перші в історії меблів надувні елементи для сидіння з прозорого пластику.
У 1961 році Panton представляє свої меблі, текстиль і лампи в легендарній чорній книзі дизайнерського журналу Mobilia і в меблевих салонах Pfister в Цюріху. Лампи Shell вперше були представлені на стенді Lüber у Франкфурті в 1964 році. Під час Міжнародного меблевого ярмарку в Кельні літаючі стільці стали абсолютною сенсацією. У 1965 році Thonet випустив S-Chair(модель 275) від Пантон, який став першим консольним кріслом, виготовленим з формованої фанери. Цей стілець, який можна штабелювати, був зроблений з фанери, край сидіння якого був трохи нахилений догори. Існує дві різні версії крісла S: модель 275 і модель 276. У 1965/66 роках розроблено модульну систему меблів із пінопластових секцій, яка з 1967 року виробляється компанією Kill, Metzeler і продається мережею Kaufhof.
Данський дизайнерський журнал Mobilia вперше представив публіці стілець Пантона у 1967 році. Дизайн виставки на кораблі Dralon (пізніше перейменований на Visiona 0) для Bayer з нагоди Кельнського ярмарку меблів. Виготовляється світильник Flower Pot. Дизайн для офісів видавництва Spiegel. «Жива вежа» представлена на спільній виставці з Чарльзом Імсом, Джо Коломбо та іншими в паризькому Луврі. Для видавництва Spiegel, яка переїхала в модернізоване приміщення в 1969 році на вулиці Ост-Вест у Гамбурзі, Пантон спроєктував вхідну зону з внутрішнім двориком і вестибюлем, зони їдальні та бару, басейн для працівників у підвалі будівлі, кімнати для редакційних конференції та вітальні, а також кольорові схеми для коридорів адміністрації чи редакційних висотних будівель. Дизайн виставки Visiona 2 (1970) для Bayer з нагоди Кельнського ярмарку меблів, де також демонструється перша колекція Mira X. 
Він, серед іншого, відомий кріслом Panton Chair, кріслом Panton, яке було першим кріслом, що обертається, виготовленим з одного шматка пластику; революційна думка та техніка для того часу. Крісло все ще випускається, правда, в оновленому варіанті з поліпропілену, який не такий шкідливий для навколишнього середовища, як скловолокно/армований пластик.

## Галерея

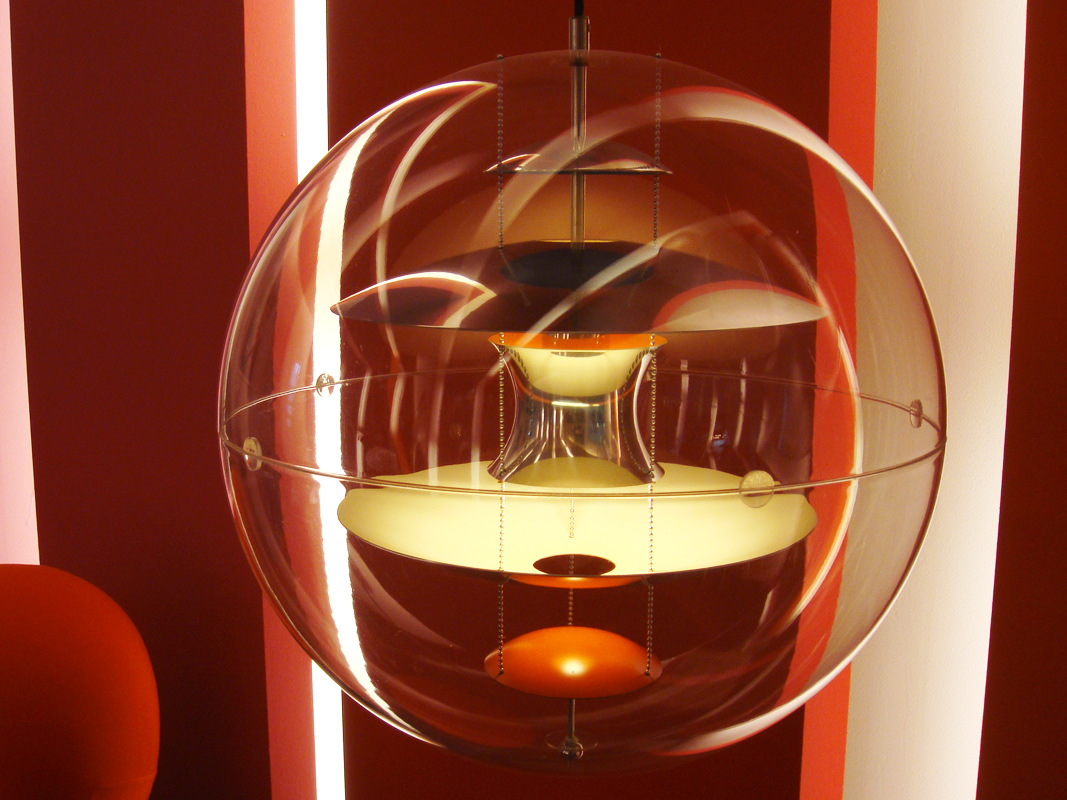
світильник глобус

Panton Chair

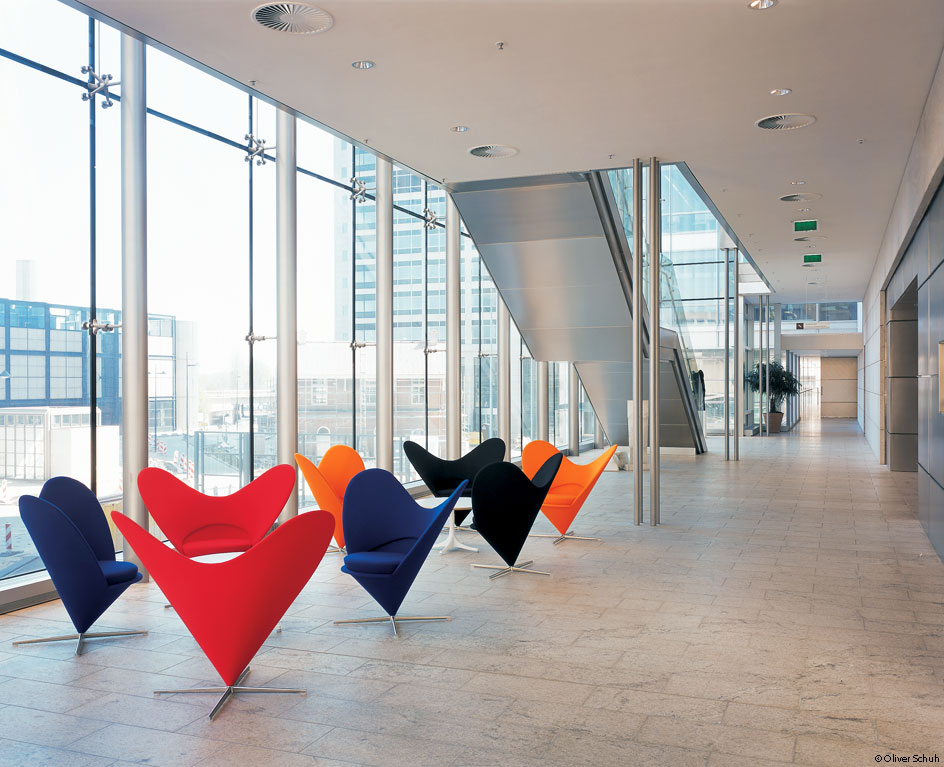
Heart Cone chairs